# 海嘯 (庾澄慶專輯)
《海嘯》為台灣歌手庾澄慶發行第十四張專輯。並且以此張專輯拿下第13屆台灣金曲獎最佳國語男演唱人獎。

## 曲目
1. 海嘯
2. 明天去愛誰
3. 愛人寶貝
4. 櫻花 L.A TOKYO
5. 歡迎光臨Disco
6. 愛到底
7. 情非得已
8. 告別彼得潘世界
9. 玩的時間永遠都不夠
10. 女人在放水

## 獎項
- 2002年度台灣金曲獎頒獎典禮

「最佳國語男演唱人」得獎：庾澄慶《海嘯》

「最佳流行音樂演唱專輯」入圍：《海嘯》